# Villaurbana
Villaurbana é uma comuna italiana da região da Sardenha, província de Oristano, com cerca de 1.787 habitantes. Estende-se por uma área de 58 km², tendo uma densidade populacional de 31 hab/km². Faz fronteira com Allai, Mogorella, Oristano, Palmas Arborea, Ruinas, Siamanna, Usellus, Villa Verde.